# El silencio es un cuerpo que cae
El silencio es un cuerpo que cae és una pel·lícula documental de l'Argentina filmada en colors dirigida per Agustina Comedi sobre el seu propi guió que es va estrenar el 15 de novembre de 2018 i va obtenir diversos premis.

## Repartiment
Van participar del film, tots ells com ells mateixos:
- Agustina Comedi
- Jaime Comedi
- La Delpi
- Susana Palomas

## Sinopsi
Amb les cintes de vídeo que va gravar el seu pare, al punt de tenir imatges de molts viatges i parts de la seva vida, fins i tot de minuts abans de la seva pròpia mort, quan era molt jove i la seva filla tenia 12 anys, sumades als testimoniatges de familiars i amics, Agustina ens compta el camí que va seguir per a reconstruir la història del seu pare, advocat i militant del partit Vanguardia Comunista a la província de Còrdova, incloent-hi la seva “altra vida”, només que coneguda pels qui estaven molt a prop, que en aquesta època no podia revelar, sota pena d'afrontar un previsible rebuig social i, fins i tot, l'expulsió del partit per aquesta "feblesa burgesa".

## Comentaris
Isabel Croce va opinar a La Prensa:
| « | ”Agustina Comedi descobreix als quinze anys la veritat del seu pare i triga més de quinze a decidir-se a realitzar aquesta òpera preval. Jaime va tenir des de molt jovenet una vida gai amb algunes parelles estables i llargues. De sobte, a mitjan dècada de 1980, forma una parella amb una dona, Monona, i té una filla. El metge que la va portar al món va ser qui havia acompanyat sentimentalment al seu pare durant una dècada. D'això es va assabentar aquesta directora que presenta la seva pel·lícula no sols com a confessió i catarsi, sinó com una carta perquè els que la vegin comprenguin millor la lluita per la identitat. | » |

Gustavo Noriega en infobae va opinar:
| « | ”…pel·lícula singular… Agustina recorre les filmacions del seu pare per a trobar una clau… que l'ajudi a entendre com una persona de sobte abandona una part importantíssima de la seva identitat per a formar una família clàssica, heterosexual...El seu desconcert és el nostre…Hi ha una tensió entre el públic i el privat...Hi ha zones enormes del sofriment familiar que la pel·lícula decideix no explorar ni esmentar.…. Encara i així, la pel·lícula és una experiència extraordinària, que ens deixa entre la sorpresa i la reflexió…. El silencio es un cuerpo que cae articula a la perfecció, com les millors obres d'autor, el clima d'una època, la història d'una generació sencera, amb les vides individuals. | » |

## Premis i nominacions
Asociación de Cronistas Cinematográficos de la Argentina Premis Cóndor de Plata 2019
- Guanyadora del Premi Còndor de Plata a la Millor Pel·lícula Documental
- Nominada al Premi Còndor de Plata a la Millor Opera Prima
- Nominada al Premi Còndor de Plata al Millor Director

Festival de Cinema d'Hamburg 2018
- Nominada al Premi Joves Talents a la Millor Pel·lícula

Festival de Cinema de Lima 2018
Guanyadora del Premi del Jurat a la Millor Pel·lícula Documental
Premis de Cinema Fènix 2018
Nominada al Premi Fènix al Millor Documental